# 実録!解決ファイル
『実録!解決ファイル』（じつろく かいけつファイル）は、TBS系列で2019年に放送されたTBSとCRIMSON製作のドキュメンタリーバラエティ特番である。

## 概要
2013年から2019年までに放送された「実録!犯罪列島」がリニューアルとなり、身近なトラブルで犯罪を徹底追及し、それらを解決する内容である。

## 出演者

### MC
- 後藤輝基（フットボールアワー）

### 進行
- 江藤愛（TBSアナウンサー）

### ゲスト
- 島崎和歌子
- 村上佳菜子
- ミキ（昴生・亜生）
- 霜降り明星（粗品・せいや）

### ナレーター
- 大塚芳忠
- 佐藤賢治

## 放送リスト
| 回 | 放送日                   | 放送内容 |
| -- | ------------------------ | --- |
| 1  | 2019年12月27日（金曜日） | ・婚活アプリで出会った男にデート中お金を盗まれる被害が多発! 直接対決で男が逃走! 衝撃の結末が! ・閑静な住宅街で、怪しげなワゴン車が暴走!子供たちの登校時間と重なり、過去にはベビーカーと接触しそうな危険な事態も!車の暴走の真相とは!? |

## 番組内での影響・出来事など

### 第1回
婚活アプリであった女性の財布から窃盗を繰り返す男

## ネット局

### 第1回
| 放送対象地域   | 放送局                    | 系列    | 放送曜日・放送時間           | 遅れ日数   | 備考   |
| -------------- | ------------------------- | ------- | ---------------------------- | ---------- | ------ |
| 関東広域圏     | TBS                       | TBS系列 | 2019年12月27日 19:00 - 21:00 | 制作局     | 制作局 |
| 北海道         | 北海道放送（HBC）         | TBS系列 | 2019年12月27日 19:00 - 21:00 | 同時ネット | -      |
| 青森県         | 青森テレビ（ATV）         | TBS系列 | 2019年12月27日 19:00 - 21:00 | 同時ネット | -      |
| 岩手県         | IBC岩手放送（IBC）        | TBS系列 | 2019年12月27日 19:00 - 21:00 | 同時ネット | -      |
| 山形県         | テレビユー山形（TUY）     | TBS系列 | 2019年12月27日 19:00 - 21:00 | 同時ネット | -      |
| 宮城県         | 東北放送（TBC）           | TBS系列 | 2019年12月27日 19:00 - 21:00 | 同時ネット | -      |
| 福島県         | テレビユー福島（TUF）     | TBS系列 | 2019年12月27日 19:00 - 21:00 | 同時ネット | -      |
| 山梨県         | テレビ山梨（UTY）         | TBS系列 | 2019年12月27日 19:00 - 21:00 | 同時ネット | -      |
| 新潟県         | 新潟放送（BSN）           | TBS系列 | 2019年12月27日 19:00 - 21:00 | 同時ネット | -      |
| 長野県         | 信越放送（SBC）           | TBS系列 | 2019年12月27日 19:00 - 21:00 | 同時ネット | -      |
| 静岡県         | 静岡放送（SBS）           | TBS系列 | 2019年12月27日 19:00 - 21:00 | 同時ネット | -      |
| 富山県         | チューリップテレビ（TUT） | TBS系列 | 2019年12月27日 19:00 - 21:00 | 同時ネット | -      |
| 石川県         | 北陸放送（MRO）           | TBS系列 | 2019年12月27日 19:00 - 21:00 | 同時ネット | -      |
| 中京広域圏     | CBCテレビ（CBC）          | TBS系列 | 2019年12月27日 19:00 - 21:00 | 同時ネット | -      |
| 近畿広域圏     | 毎日放送（MBS）           | TBS系列 | 2019年12月27日 19:00 - 21:00 | 同時ネット | -      |
| 鳥取県・島根県 | 山陰放送（BSS）           | TBS系列 | 2019年12月27日 19:00 - 21:00 | 同時ネット | -      |
| 岡山県・香川県 | RSK山陽放送（RSK）        | TBS系列 | 2019年12月27日 19:00 - 21:00 | 同時ネット | -      |
| 広島県         | 中国放送（RCC）           | TBS系列 | 2019年12月27日 19:00 - 21:00 | 同時ネット | -      |
| 山口県         | テレビ山口（tys）         | TBS系列 | 2019年12月27日 19:00 - 21:00 | 同時ネット | -      |
| 愛媛県         | あいテレビ（itv）         | TBS系列 | 2019年12月27日 19:00 - 21:00 | 同時ネット | -      |
| 高知県         | テレビ高知（KUTV）        | TBS系列 | 2019年12月27日 19:00 - 21:00 | 同時ネット | -      |
| 福岡県・佐賀県 | RKB毎日放送（RKB）        | TBS系列 | 2019年12月27日 19:00 - 21:00 | 同時ネット | -      |
| 長崎県         | 長崎放送（NBC）           | TBS系列 | 2019年12月27日 19:00 - 21:00 | 同時ネット | -      |
| 熊本県         | 熊本放送（RKK）           | TBS系列 | 2019年12月27日 19:00 - 21:00 | 同時ネット | -      |
| 大分県         | 大分放送（OBS）           | TBS系列 | 2019年12月27日 19:00 - 21:00 | 同時ネット | -      |
| 宮崎県         | 宮崎放送（MRT）           | TBS系列 | 2019年12月27日 19:00 - 21:00 | 同時ネット | -      |
| 鹿児島県       | 南日本放送（MBC）         | TBS系列 | 2019年12月27日 19:00 - 21:00 | 同時ネット | -      |
| 沖縄県         | 琉球放送（RBC）           | TBS系列 | 2019年12月27日 19:00 - 21:00 | 同時ネット | -      |

## スタッフ
第1回
- 構成：橋本敦司、川原慶太郎
- TP：深谷高史、山下悠介
- SW：宮崎健司
- CAM：河野昌寿
- VE：齋藤雄一
- MIX：松本良道
- LD：富井泰良
- 美術プロデューサー：森健彦
- デザイン：坪田幸之
- 美術進行：河島那菜
- 大道具製作：岩崎隆史
- 大道具操作：佐藤隆弘
- アクリル装飾：相田雄一
- 電飾：斎藤誠二
- 技術協力：ニユーテレス
- 美術協力：フジアール
- メイク：ビューマックス
- TK：TBG
- 音響効果：江本成治・磯部裕之（共にアーツポート企画）
- 編集：東義則（スタジオヴェルト）
- MA：山田謙一（スタジオヴェルト）
- 画像処理：山崎舞香（スタジオヴェルト）
- CG：今井正人
- イラスト：グレートインターナショナル
- ロケ協力：原一探偵事務所、総合探偵社MR、井上総合法律事務所、名古屋市環境局、愛知県古紙協同組合、名古屋リサイクル協同組合、石川マテリアル、山十、名東学区連絡協議会
- 映像協力：PIXTA
- 海外コーディネーター：Duo Creative Communications、FLY MEDIA
- 法律監修：桑原育朗
- 編成：矢野大亮、松岡洋太
- 宣伝：藤原萌子
- AD：近寛子、森谷大輔、湯川幸希
- FD：濱野英典
- ディレクター：関谷倫寿、武井秀人、斉木敏人、櫻田直輝
- 演出：高橋洋一
- プロデューサー：渡邊宏、内田安妃子
- 製作：CRIMSON、TBS